# Robert Meeuwsen
Robert Meeuwsen (ur. 21 marca 1988 w Nieuwegein) – holenderski siatkarz plażowy, złoty medalista igrzysk olimpijskich i mistrzostw Europy oraz mistrz świata.

## Życiorys
Meeuwsen w parze z Alexandrem Brouwerem tryumfował podczas mistrzostw świata 2013 w Starych Jabłonkach. Ten sam duet reprezentował Holandię na Letnich Igrzyskach Olimpijskich 2016 w Rio de Janeiro. W meczu o brązowy medal wygrali z reprezentantami Rosji Wiaczesławem Krasilnikowem i Konstantinem Siemionowem wynikiem 2:0. W następnym roku Holendrzy zajęli 3. miejsce na mistrzostwach Europy w Jurmale.
W World Tour zadebiutował w 2010. Pierwsze turniejowe podium tych rozgrywek osiągnął w 2013, a pierwsze zwycięstwo w 2015 w Poreču z Brouwerem.